# Nordfranzösisches Schichtstufenland
Das Nordfranzösische Schichtstufenland ist eine aus verschiedenen Mittelgebirgen und Hügelländern bestehende Schichtstufenlandschaft im Norden Frankreichs (Pariser Becken), im Osten Belgiens, im Süden Luxemburgs und im südlichen Westen Deutschlands. Es wird durch den Oberrheingraben vom sich östlich anschließenden Südwestdeutschen Schichtstufenland getrennt, nach Norden stößt es am Hunsrück ans Rheinische Schiefergebirge.
Der deutsche Anteil der Landschaft, der sich auf Rheinland-Pfalz und das Saarland beschränkt, wird auch unter der eher wenig geläufigen Bezeichnung Saar-Nahe-Berg- und Tafelland zusammengefasst. Er stellt nach den Arbeiten der ehemaligen Bundesanstalt für Landeskunde eine Großlandschaft 2. Ordnung dar.
Das bekannteste und höchste Mittelgebirge der Landschaft bilden die Vogesen im Nordosten Frankreichs, die nach Norden in den Pfälzerwald übergehen.

## Naturräumliche Einordnung der deutschen Anteile

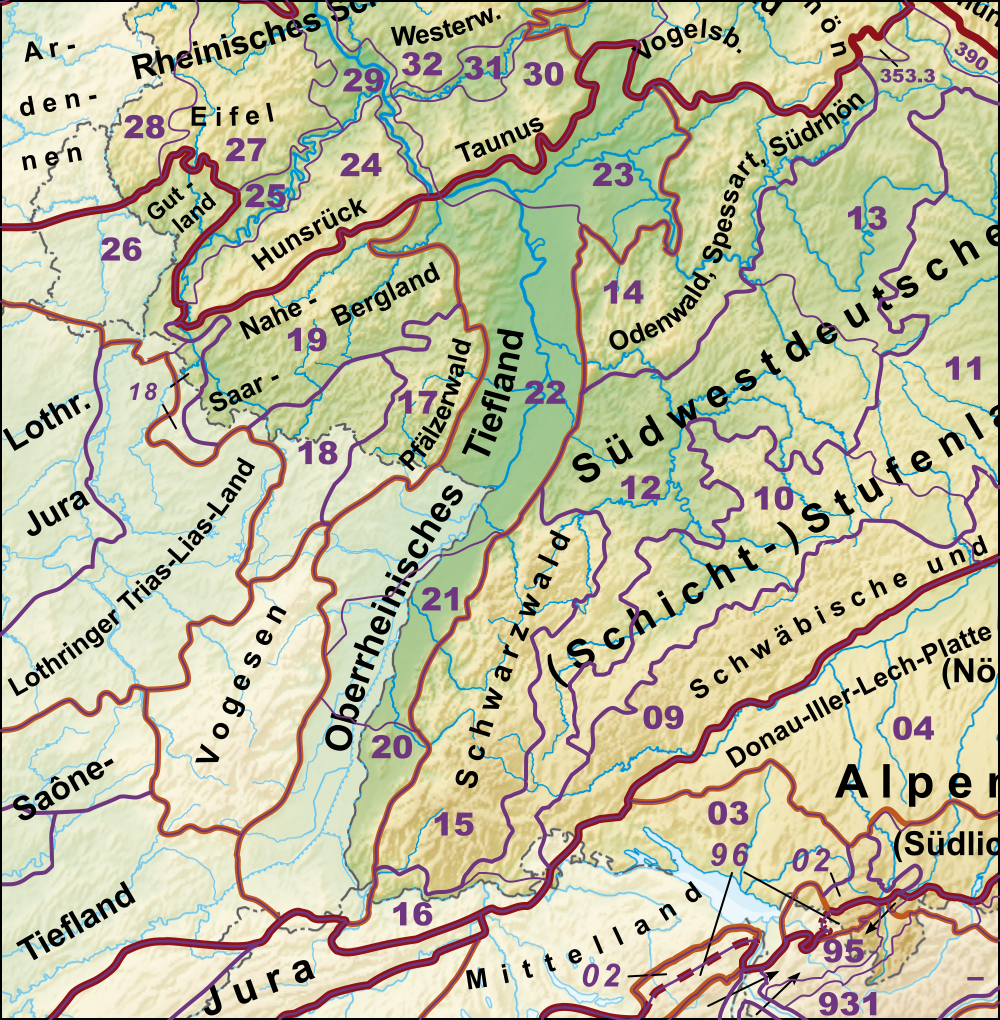
Der deutsche Anteil des Nordfranzösischen Schichtstufenlandes mit den Haupteinheitengruppen 17, 18, 19 und 26 (D49 bis D52 nach BfN)

Innerhalb der Gliederung des Handbuchs der naturräumlichen Gliederung Deutschlands und seiner begleitenden Publikationen fasst der auf deutschem Boden liegende Anteil des Nordfranzösischen Schichtstufenlandes vier Haupteinheitengruppen (zweistellig) nebst untergeordneter Haupteinheiten (dreistellig) zusammen:
- Saar-Nahe-Berg- und Tafelland
  - 17 (= D51) Haardtgebirge (= Pfälzerwald)
    - 170 Haardt
    - 171 Dahner Felsenland

  - 18 (= D50) Pfälzisch-Saarländisches Muschelkalkgebiet
    - 180 Zweibrücker Westrich
    - 181 Bliesgau
    - 182 Merziger Muschelkalkplatte
    - 183 Saar-Nied-Gau
    - 184 Nied-Rossel-Gau
    - 185 Bist-Rossel-Stufe (ohne deutschen Anteil)
    - 186 Saarbrücken-Kirkeler Wald

  - 19 (= D52) Saar-Nahe-Bergland
    - 190 Prims-Blies-Hügelland
    - 191 Saarkohlenwald
    - 192 St. Ingbert-Kaiserslauterer Senke
    - 193 Nordpfälzer Bergland
    - 194 Prims-Nahe-Bergland
    - 195 Soonwaldvorstufe
    - 196 Sobernheimer Talweitung
    - 197 Mittleres Saartal
    - 198 Warndt
    - 199 Hochwaldvorland

  - 26 (= D49) Gutland
    - 260 Mosel-Saar-Gau
    - 261 Bitburger Gutland
    - 262 Ferschweiler-Plateau

Das Saar-Nahe-Bergland besteht aus einer ehemaligen Tiefenregion des Paläozoikums, die mit permo-karbonischen Abtragungsprodukten der variszischen Faltengebirgsbildung gefüllt ist. Die äußerst wechselhafte Landschaft trägt mit dem Donnersberg (686,5 m, Glan-Alsenz-Berg- und Hügelland) die höchste Erhebung des Nordfranzösischen Schichtstufenlandes auf deutschem Boden und stellt, neben einem Teil der Vogesen, den einzigen Grundgebirgsanteil der Großlandschaft dar.
Das sich südlich anschließende und im Vergleich deutlich homogenere, am Kalmit bis 673 m hohe Haardtgebirge steht demgegenüber auf Buntsandstein, das Pfälzisch-Saarländische Muschelkalkgebiet im Westen und das Gutland nördlich davon in erster Linie auf Muschelkalk. Hierbei flankiert das Gutland den Hunsrück westlich und die Westeifel südlich, reicht also nach Norden bis ins Gebiet unmittelbar westlich des Rheinischen Schiefergebirges.

## Entstehung

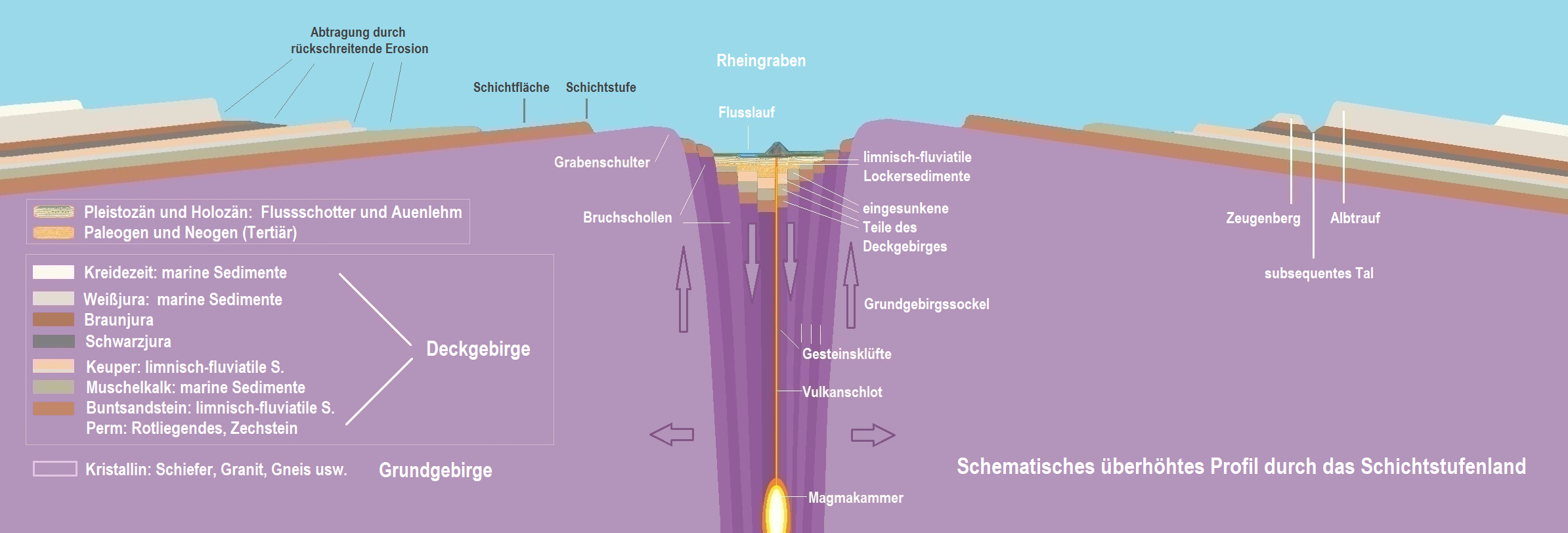
Schematisches überhöhtes Profil durch das Schichtstufenland: links Französisches, rechts Süddeutsches. Lila: Grundgebirge. Naturfarben: Deckgebirge. Der untere Teil der eingesunkenen Bruchschollen des Rheingrabens besteht aus durch tektonische Prozesse zerrüttetem Gestein.

Die Anhebung der Erdkruste hatte eine Schrägstellung der im Laufe der Erdgeschichte sedimentierten Materialien zufolge. Die unterschiedlich widerstandsfähigen Schichten wurden in weiterer Folge unterschiedlich stark erodiert. Somit entstanden ebene Flächen, die sich zwischen den härteren und schwerer erodierbaren Schichten anordneten. Die nachträgliche Erosions- und Sedimentationstätigkeit der Flüsse formte die Landschaft weiter und gab ihr ihr heutiges Aussehen.

## Bedeutung für die Entdeckung der Evolution
Im räumlichen Übereinander der Formationen des Deckgebirges ist das zeitliche Nacheinander ihrer Sedimentation im Verlaufe der erdgeschichtlichen Epochen abgebildet, die stattfand, bevor der Rheingrabenbruch begann einzusinken, als der Grundgebirgssockel noch nicht schräg gelagert war und die entstehenden bzw. schon entstandenen Schichten des Deckgebirges über dem Gebiet des heutigen Oberrheingrabens noch eine zusammenhängende Landoberfläche bildeten.
Die in den Formationen des Deckgebirges eingelagerten Fossilien, die an den Schichtstufen und auf den Schichtflächen besonders gut zugänglich sind, gaben schon im 19. Jahrhundert dem Biologen Jean-Baptiste de Lamarck Anlass zu der Vermutung, dass sich im Verlaufe der Erdgeschichte die Pflanzen- und Tierarten gewandelt hätten, also dass es eine Evolutionsgeschichte gegeben habe, die ebenfalls hierin abgebildet wird. Die von Jean-Baptiste de Lamarck und anderen Paläontologen im nordfranzösischen Schichtstufenland gemachten Entdeckungen konnten durch reiche Funde auf der süddeutschen Seite und später auch weltweit ergänzt werden.